# El Prado, Comitán
El Prado är en ort i Mexiko.   Den ligger i kommunen Comitán Municipality och delstaten Chiapas, i den sydöstra delen av landet, 800 km öster om huvudstaden Mexico City. El Prado ligger 1 545 meter över havet och antalet invånare är 400.
Terrängen runt El Prado är en högslätt. Runt El Prado är det ganska glesbefolkat, med 43 invånare per kvadratkilometer. Närmaste större samhälle är Las Margaritas, 13,1 km norr om El Prado. I omgivningarna runt El Prado växer huvudsakligen savannskog.